# ملاءمة البيئة (كتاب)
كتاب ملائمة البيئة
ملائمة البيئة: بحث في الأهمية البيولوجية لخواص المادة (بالإنجليزية: The Fitness of the Environment)‏
كتاب صدر عام 1913 وأعيد نشره عام 1970، مؤلفه لورنس جوزيف هندرسن (العالم المعرف) (بالإنجليزية: Lawrence Joseph Henderson)‏ وناقش هندرسن أهمية الماء و البيئة للكائنات الحية.
ونظرية الكتاب الأساسية أن الحياة تعتمد كلياً على الشروط البيئية الخاصة جداً على الأرض ، وخصوصاً عندما يتعلق الأمر بالماء ، فمثلاً تعمل السعة الحرارية الخاصة بالماء على وقاء يحفظ درجات الحرارة الضرورية للحياة ، في حين يعمل استقطاب الماء (وجود قطبين: شحنة إيجابية باتجاه الأوكسجين وشحنتين إيجابيتين على ذرتي الهيدروجين) على تمكين الماء من حل مكونات مختلفة تتراوح من المركبات الشاردية (الأيونية) إلى جزيئات البروتين الضخمة التي تملك القليل من الأجزاء القطبية.
لهندرسن كتاب آخر هو: نظام الطبيعة The Order of Nature صدر عام 1917